# Orientothele jinlin
Espèce
Synonymes
- Macrothele jinlin Yang, Zhao, Zhang & Yang, 2018

Orientothele jinlin est une espèce d'araignées mygalomorphes de la famille des Macrothelidae.

## Distribution
Cette espèce est endémique du Yunnan en Chine,. Elle se rencontre dans le xian de Longling vers 1 274 m d'altitude.

## Description
Le mâle holotype mesure 15,02 mm.

## Systématique et taxinomie
Cette espèce a été décrite sous le protonyme Macrothele jinlin par Yang, Zhao, Zhang et Yang en 2018. Elle est placée dans le genre Orientothele par Shao, Zhou et Lin en 2025.

## Étymologie
Cette espèce est nommée en l'honneur de Jin-lin Hu.

## Publication originale
- Yang, Zhao, Zhang & Yang, 2018 : « Two new species of the genus Macrothele from the southwest of China (Mygalomorphae: Macrothelidae). » Acta Arachnologica Sinica, vol. 27, no 2, p. 96-102.